# Лапиз, Октав
Октав Лапиз (фр. Octave Lapize; 24 октября 1887, Париж — 14 июля 1917, Туль) — французский велогонщик, победитель Тур-де-Франс 1910 года и бронзовый призёр Олимпийских игр 1908 года.
На Играх 1908 в Лондоне Лапиз соревновался в трёх дисциплинах. Он занял третье место в гонке на 100 км, дошёл до финала в заезде на 20 км и остановился на полуфинале в тандеме вместе с Франсуа Бонне.
В 1910 году Лапиз стал победителем Тур-де-Франс 1910. Выиграв четыре участка, он обошёл на четыре очка ближайшего преследователи люксембуржца Франсуа Фабера. По три раза Лапиз побеждал в таких престижных велогонках, как «Париж — Рубе» (1909—1911) и «Париж — Брюссель» (1911—1913).
С началом Первой Мировой войны Лапиз завершил спортивную карьеру велогонщика, вступив в ряды французской армии, став военным лётчиком, в воздушном бою 14 июля 1917 года был сбит и от полученных ранений скончался в госпитале в Туле.